# Bonan Dolok III
Bonan Dolok III is een bestuurslaag in het regentschap Toba Samosir van de provincie Noord-Sumatra, Indonesië. Bonan Dolok III telt 529 inwoners (volkstelling 2010).